# Сэтук
Сэтук (рум. Sătuc) — село в Кагульском районе Молдавии. Наряду с селом Пелиней входит в состав коммуны Пелиней.

## География
Село расположено на высоте 90 метров над уровнем моря.

## Население
По данным переписи населения 2004 года, в селе Сэтук проживает 111 человек (55 мужчин, 56 женщин).
Этнический состав села:
| Национальность | Число жителей | Процентный состав |
| -------------- | ------------- | ----------------- |
| молдаване      | 105           | 94.59             |
| гагаузы        | 3             | 2.7               |
| украинцы       | 1             | 0.9               |
| болгары        | 1             | 0.9               |
| прочие         | 1             | 0.9               |
| Всего          | 111           | 100%              |